# Vingt-trois prostituées
Vingt-trois prostituées (titre original en anglais : Paying for It) est une bande dessinée autobiographique du canadien Chester Brown publiée en France en 2012. 

## Publication
La version originale est publiée en 2011 aux éditions montréalaises Drawn and Quarterly sous le titre Paying for it; la traduction française paraît en septembre 2012 chez Cornélius.

## Thème
Préfacé par le dessinateur américain Robert Crumb, ce roman graphique aborde le sujet de la prostitution, à travers différentes expériences qu'a pu avoir l'auteur avec des prostituées de Toronto, peu après sa séparation avec l'artiste Sook-Yin Lee,. Au-delà de  l'aspect purement autobiographique de l'œuvre, celle-ci offre, au cours des scènes de discussion entre Chester et ses amis dessinateurs Joe Matt et Seth, ainsi que dans les 23 chapitres en annexe, une réflexion plus générale sur les thèmes du romantisme, de la monogamie et de la prostitution.
Télérama note la « crudité quasi clinique de "l'action" et l'interprétation parfois ironique, souvent pince-sans-rire, toujours lucide et distanciée que [l'auteur] en donne ».